# ابن عذاري
ابن عذاري المراكشي هو أبو العباس أحمد بن محمد بن عذاري.هو مؤرخ من أهل مراكش ، لا يعرف تاريخ مولده كما اختُلِف في اسمه وتاريخ وفاته وأحياناً في نسبته، إذ يشير إليه إسماعيل البغدادي بقوله: «محمد بن عذاري الأندلسي ثم المراكشي توفي حوالي 695». وعند عباس بن إبراهيم هو: «محمد بن عذاري المراكشي»، وعند محمد الفاسي: «أحمد بن محمد بن عذاري المراكشي»، وعند الزركلي: «محمد أو أحمد بن محمد عذاري المراكشي توفي حوالي 695». ولا يوجد ما يثبت اسمه على التحقيق، والذي ينسبه إلى الأندلس يخلط بينه وبين ابن عذاري البلنسي محمد بن علي. 
ولكن يعرف إنه عاش بين النصف الثاني من القرن السابع الهجري وأوائل القرن الثامن الهجري وتوفي بعد سنة 712 هـ استناداً إلى ما ذكره في كتابه في الجزء الخاص بالموحدين عن مصير أبناء المرتضى حيث قال «… وأخوه محمد بغرناطة في وقتنا هذا، وهو عام اثني عشر وسبعمئة».

## حياته
نشأ ابن عذاري المراكشي في مراكش، وعاصر نهاية الدولة الموحدية وشطراً مهماً من العهد المريني، بدءاً بيعقوب ونجله يوسف، وانتهاء بأبي ربيع وأبي سعيد عثمان، وهذه فترة قوة واستقرار ونمو حضاري شامل، وهناك مثقفون وعلماء بارزون لهم نشاط كبير في هذه الفترة، من أمثال مالك بن المرحل، وابن آجروم النحوي، وابن رشيد المحدث الأديب، وابن بناء الرياضي، أي من كانوا في درجة شيوخه أو أقرانه. ومن ثم فلم يكن ابن عذاري المراكشي بحاجة إلى رحلة خارج المغرب للدراسة في هذه الفترة بالذات، لأنها كانت مرحلة مزدهرة في عموم الشمال الإفريقي من حيث النشاط الثقافي والعلمي.

## من مؤلفاته
اشتهر بكتاب البيان المغرب في اختصار أخبار ملوك الأندلس والمغرب هو من أفضل المصادر وأوثقها في موضوعه. واهتم ابن عذاري المراكشي في هذا الكتاب بأخبار الأندلس والمغرب منذ الفتح العربي الإسلامي حتى سنة 478هـ فيما يتعلق بأخبار الأندلس، وفيما يتعلق بأخبار المغرب حتى سنة 667هـ. قال في مقدمة كتابه، إنه وصل في الجزء الثالث منه إلى أخبار سنة 667هـ إلا أن المطبوع منه يقف عند سنة 460هـ. وأشار في الجزء الأول منه إلى كتاب له في تاريخ المشرق لم يعرف مصيره بعد.
قسم ابن عذاري المراكشي كتابه تبعاً لما جاء في المقدمة إلى ثلاثة أقسام أو أجزاء:
ـ الأول: يشتمل على أنظمة المغرب الكبير، منذ الفتح الإسلامي سنة 27هـ إلى نهاية الصنهاجيين بإفريقيا وبداية المرابطين بالنصف الغربي. إذ يقول عنه: «فاختصرت فيه أخبار إفريقيا من حين الفتح الأول …، إلى حين ابتداء الدولة اللمتونية المرابطية».
ـ الثاني: ويشتمل على تاريخ الأندلس منذ الفتح الإسلامي إلى عصر الطوائف. يقول عنه: « فاختصرت فيه أخبار جزيرة الأندلس …، وقيام الفتنة البربرية، وذكرت فيه أخبار ملوك الطوائف …، وكل ذلك إلى حين دخول لمتونة إلى الأندلس سنة 478».
ـ الثالث: تحدث فيه عن المرابطين باختصار، والموحدين بشيء من التفصيل، مخللاً ذلك نبذة عن الحفصيين في إفريقيا، وبني هود وبني الأحمر في الأندلس، وتركيزه على الموحدين في هذا الجزء مع كونه حرر هذا الكتاب (البيان) بعد أكثر من أربعة عقود على سقوط مراكش نهائياً في يد المرينين، وهذا الجزء بالذات هو أهم مصدر شامل للعصر الموحدي من حيث استيفاؤه أهم أحداثه، يقول عنه: «فاختصرت فيه أخبار الدولة المرابطية …، وابتداء الدولة الموحدية …، إلى عام 667».
وتنقسم المصادر المكتوبة التي اعتمد عليها ابن عذاري المراكشي في كتابه إلى:
ـ الكتب المشرقية: مثل، تاريخ الطبري والواقدي والمسعودي.
ـ الكتب الأندلسية: مثل، ابن حيان في المقتبس والبكري و ابن الأبار وابن بسام وابن حزم.
ـ الكتب الإفريقية: مثل، ابن يوسف الوراق وابن شرف والرقيق وابن سعدون.
ـ الكتب المغربية: مثل، الإدريسي وعبد الملك الوراق ابن مروان في المِقباس وابن القطان.
وقسم كبير من مصادر ابن عذاري فُقد بعده كلاً أو جزءاً، ونقل كذلك بعض الروايات عن شيوخ أدركوا أحداثاً لم يعايشها هو.
وهناك قِطع كثيرة ضاعت من هذا المصدر الجاد، ولكنه يظل أول مصدر مغربيّ وصل حول تاريخ المغرب الكبير الإسلامي بمختلف أنظمته حتى القرن السابع الهجري، وبذلك فهو يعرض كثيراً مما ضاع من المصادر التي أنجزت قبله، على أن الجزء الخاص بالموحدين أنجزه ابن عذاري سنة 712هـ.
نشر المستشرق دوزي R. Dozy الجزأين الأول والثاني محققين بين عامي 1848 و1851م، ثم نشر المستشرق ليفي بروفنسال L. Provencal الجزء الثالث عام 1929م، ثم أعاد نشر الجزأين الأول والثاني المستشرق دي كولن Colin، ومراجعة ليفي بروفنسال عام 1948م.
ثم نشر الكتاب في أربعة أجزاء في دار الثقافة ببيروت عام 1967م، وكان الجزءان الأول والثاني مصورين عن طبعة دوزي، والثالث كان مصوراً عن طبعة بروفنسال، والرابع كان بتحقيق إحسان عباس. وأخيراً ظهر «البيان المغرب» (قسم الموحدين) بتحقيق جماعة من الباحثين في بيروت عام 1406هـ/1985م.

## موقف ابن عذاري من قضية غزو المرابطينلغانة
يذكر ابن عذاري إن ابوبكر بن عمر اللمتوني عند عودته الأولى للصحراء أثناء ثورة جدالة قام بمحاربة قبيلة جدالة حتى أخذ ثأره منهم ثم توقف عند هذه النقطة حتى ذكر عودته الثانية سنة 465هـ حيث سجل إن ابوبكر بن عمر اللمتوني أقام بصحرائه ثلاثة أعوام إلى أن قتله السودان المجاورون للمتونة في الصحراء لأنه يحاربهم وذلك بسهم أصابه سنة 468هـ
وبتفنيد تلك الرواية نجد إن ابن عذاري لم يتحدث عن غزو للمرابطين لغانة بل تحدث عن حرب وثأر من قبل الأمير المرابطي نتيجة لمقتل أخيه أثناء محاولته القضاء على ثورة قبيلة جدالة.
ولم يتبين لنا من تلك الرواية هل انتصر الأمير المرابطي أم هزم نتيجة لتلك الحروب بل يتبين امتداد الحرب الأهلية لمدة ثلاث سنوات مما تطلب إقامته بصحرائه أي صحراء لمتونة لمجابهة ثورة جدالة واضطراب الأحوال بتلك المنطقة.
ومن هنا يبدو من رواية ابن أبي زرع إن قضية غزو المرابطين لم تكن إلا خيال في ذهن بعض الرواة والمؤرخين أمثال ابن أبي زرع